# Crotta (famiglia)
Crotta o Crotti è una famiglia italiana di origine bergamasca.

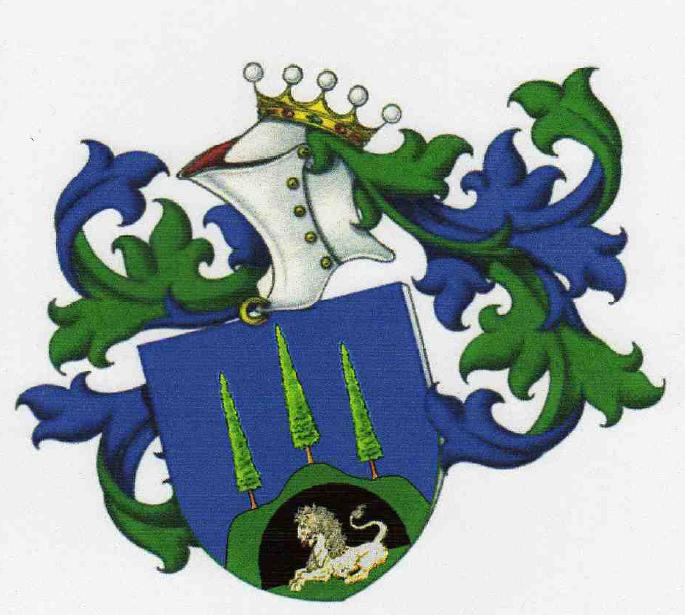
Blasone famiglia Crotta

## Origine e diffusione
Il cognome Crotta o Crotti si originò in Bergamo, da nobili arimanni Longobardi, stabilitisi dapprima nella campagna circostante la città antica di Bergamo, e appartenenti a una potente e numerosa fara arimannica, la quale fu denominata col nome Crotta. Questi nobili arimanni Longobardi, furono soprannominati Crotti, per il motivo che i suddetti Longobardi, che erano guerrieri a cavallo, si stanziarono nei pressi di grotte e caverne, in varie zone della campagna bergamasca, in seguito si stabilirono anche lungo le mura antiche di Bergamo, le quali in alcuni tratti avevano la forma arcuata. Pertanto nel dialetto celtico-bergamasco presero il nome di Crotti.
Il cognome Crotti o Crotta è diffuso prevalentemente in Lombardia, in minore numero in Emilia e in provincia di Belluno in Veneto. Ha la sua massima concentrazione in Bergamo, dove in epoca antica si originò.

## Storia
Crotta o Crotti antica casata bergamasca di stirpe longobarda o Grotta come il ramo piemontese.
Questi potenti gruppi arimannici dei Crotti, nell'Alto Medioevo, da Bergamo s'insediarono in diversi luoghi della Lombardia, appunto per conquistarli e presidiarli. Da questi numerosi gruppi arimannici, tutti consanguinei fra di loro, discesero il re longobardo Rotari o Chrotharius, suo figlio re Rodoaldo, i quali si trasferirono in Brescia, tutti i duchi longobardi di Bergamo, compreso Rotari l'ultimo duca della città bergamasca, includendo anche nella discendenza dei Crotti i gastaldi regi Longobardi, che dopo l'ultimo duca di Bergamo governarono la città, fino alla conquista da parte del popolo dei Franchi.
In un atto del 10 luglio 1048 con il Vescovo di Cremona, si ha notizia di Bernardo giudice e avvocato, figlio di Lanfranco de Crotta professante la legge longobarda. Gherardo Crotti di Bergamo separatosi dai suoi fratelli, nel 1076 si stabilì in Cremona sposando Rosilda de' Guiscardi.
In Bergamo furono presenti più esponenti della famiglia dall'XI e al XII secolo: i consoli Vuifredo e Guglielmo Crotta nel 1162, mentre Federico Crotta venne incaricato alla stesura del catasto di Bergamo e dei borghi nel 1222 dal podestà cittadino. Lancelotto Crotti nel 1426 era ambasciatore alla corte dell'imperatore Sigismondo di Lussemburgo. La famiglia abitava quella che nel XIV secolo sarebbe diventata la Cittadella viscontea, scacciati dai  Visconti si trasferirono nella parte bassa della città, rimane il Giardino La Crotta a ricordo della famiglia. 
L'ospedale in Santa Grata Inter Vites, in via Borgo Canale, venne fondato da Landolfo Crotto, fu poi spostato, come tutti gli altri ospedali di città alta e inglobato in quello di San Marco.
Sui primi anni del XVI secolo il ramo di Francesco Crotta si trasferisce nella Repubblica Veneta, in provincia di Belluno ed acquista una villa ad Agordo e vi si stabilisce perché subentrata nella gestione delle Miniere di Valle Imperina e per il commercio del legname. Inoltre a Belluno costruisce nella piazza principale Palazzo Crotta perché nel 1649 entra a far parte della nobiltà Veneta.
Viene documentato un Gherardo Crotta a Cremona proveniente da Bergamo, e ben trentasette con incarico di decurioni, nonché personalità politiche e religiose. Da questo ramo cremonese avrà inizio il ramo piemontese con Giovanni Michele Grotta diventato conte di Costigliole d'Asti e Levaldiggi con incarichi di consigliere di Carlo Emanuele I.

## Personaggi cognome Crotta o Crotti
- Fabio Crotta, cavaliere
- Marco Aurelio Crotta, architetto
- Bellino Crotti, religioso
- Enrico Crotti, calciatore
- Jean Crotti, pittore
- Renato Crotti, imprenditore
- Ruggero Crotti, giocatore di biliardo